# Ben Feldman
Ben Feldman, född 27 maj 1980, är en amerikansk skådespelare, regissör och producent.
Feldman har bland annan spelat en av huvudrollerna i TV-serierna Hemma hos Fran (karaktären Josh Reeves), Superstore (karaktären Jonah) och Long Story Short (karaktären Avi Schwooper).

## Filmografi (i urval)
- 2001 – Monster på jobbet
- 2005–2007 – Hemma hos Fran (TV-serie)
- 2009–2012 – Drop Dead Diva (TV-serie)
- 2015–2021 – Superstore (TV-serie)
- 2025 – Long Story Short (TV-serie)